# Associazione Calcio Udinese 1933-1934
Questa pagina raccoglie i dati riguardanti l'Associazione Calcio Udinese nelle competizioni ufficiali della stagione 1933-1934.

## Rosa
| N. |                   | Ruolo | Calciatore          |
| -- | ----------------- | ----- | ------------------- |
|    | Italia (bandiera) | A     | Mario Abatematteo   |
|    | Italia (bandiera) | D     | Gino Bellotto       |
|    | Italia (bandiera) | A     | Carlo Bonino        |
|    | Italia (bandiera) | D     | Cappellaro          |
|    | Italia (bandiera) | C     | Bruno Chizzo        |
|    | Italia (bandiera) | D     | Fulvio Ciroi        |
|    | Italia (bandiera) | A     | Remo Cossio         |
|    | Italia (bandiera) | D     | Ferdinando Dal Pont |

| N. |                   | Ruolo | Calciatore      |
| -- | ----------------- | ----- | --------------- |
|    | Italia (bandiera) | C     | Attilio Gallo   |
|    | Italia (bandiera) | C     | Giovanni Gori   |
|    | Italia (bandiera) | A     | Gottardo Menini |
|    | Italia (bandiera) | A     | Luigi Miconi    |
|    | Italia (bandiera) | D     | Sergio Peresson |
|    | Italia (bandiera) | D     | Ugo Schiffo     |
|    | Italia (bandiera) | C     | Lorenzo Suber   |
|    | Italia (bandiera) | P     | Dario Vogrig    |

## Risultati

### Campionato

#### Girone di andata
| 1ª giornata | Udinese | 2 – 1 | Thiene |  |

| 2ª giornata | Pordenone | 1 – 3 | Udinese |  |

| 3ª giornata | Treviso | 2 – 2 | Udinese |  |

| 4ª giornata | Udinese | 0 – 0 | Ponziana |  |

| 5ª giornata |  | – Turno di riposo UDINESE |  |  |

| 6ª giornata | Padova (B) | 2 – 2 | Udinese |  |

| 7ª giornata | Udinese | 3 – 2 | Rovigo |  |

| 8ª giornata | Udinese | 3 – 2 | Trento |  |

| 9ª giornata | Monfalcone | 0 – 1 | Udinese |  |

| 10ª giornata | Udinese | 2 – 1 | Schio |  |

| 11ª giornata | Bassano | 1 – 2 | Udinese |  |

| 12ª giornata | Udinese | 2 – 0 | Fiumana |  |

| 13ª giornata | Triestina (B) | 0 – 2 a tavolino | Udinese |  |

| 14ª giornata | Udinese | 5 – 1 | Bolzano |  |

| 15ª giornata | Udinese | 3 – 1 | Pro Gorizia |  |

#### Girone di ritorno
| 16ª giornata | Thiene | 0 – 2 a tavolino | Udinese |  |

| 17ª giornata | Udinese | 4 – 0 | Pordenone |  |

| 18ª giornata | Udinese | 1 – 0 | Treviso |  |

| 19ª giornata | Ponziana | 1 – 1 | Udinese |  |

| 20ª giornata |  | – Turno di riposo UDINESE |  |  |

| 21ª giornata | Udinese | 3 – 0 | Padova |  |

| 22ª giornata | Rovigo | 1 – 0 | Padova |  |

| 23ª giornata | Trento | 1 – 1 | Udinese |  |

| 24ª giornata | Udinese | 4 – 0 | Monfalcone |  |

| 25ª giornata | Schio | 3 – 3 | Udinese |  |

| 26ª giornata | Udinese | 5 – 3 | Bassano |  |

| 27ª giornata | Fiumana | 2 – 1 | Udinese |  |

| 28ª giornata | Udinese | 1 – 1 | Triestina (B) |  |

| 29ª giornata | Bolzano | 1 – 0 | Udinese |  |

| 30ª giornata | Pro Gorizia | 2 – 0 | Udinese |  |

#### Finali
| 1ª giornata | Udinese | 1 – 1 | Pisa |  |

| 2ª giornata | Piacenza | 3 – 1 | Udinese |  |

| 3ª giornata | Parma | 3 – 2 | Udinese |  |

| 4ª giornata | Pisa | 0 – 2 | Udinese |  |

| 5ª giornata | Udinese | 4 – 0 | Piacenza |  |

| 6ª giornata | Udinese | 1 – 0 | Parma |  |

#### Spareggio promozione
| Roma 22 luglio 1934 | Pisa | 3 – 1 | Udinese |  |